# José Antonio Hermida
José Antonio Hermida (Puigcerdà, 24 augustus 1978) is een Spaans wielrenner, die vooral actief is in het mountainbiken. In 2010 werd hij wereldkampioen cross-country. Zes jaar eerder won hij de zilveren medaille op dit onderdeel bij de Olympische Spelen in Athene, achter de Fransman Julien Absalon. In 2000, bij de Spelen van Sydney, eindigde hij op de vierde plaats in de eindrangschikking.

## Overwinningen

### MTB
| Seizoen | Wereldbeker                  | Kampioenschappen | Overige             | Totaal aantal zeges |
| ------- | ---------------------------- | ---------------- | ------------------- | ------------------- |
| 2000    |                              |                  |                     | 0                   |
| 2001    | Napa Valley                  | SK               |                     | 2                   |
| 2002    |                              | EK, SK           |                     | 2                   |
| 2003    |                              |                  |                     | 0                   |
| 2004    |                              | EK, SK           |                     | 2                   |
| 2005    | Santa Catarina               |                  | Balneario, Camboriu | 3                   |
| 2006    |                              |                  |                     | 0                   |
| 2007    | Houffalize                   | EK, SK           |                     | 3                   |
| 2008    |                              |                  |                     | 0                   |
| 2009    | Schladming, Pietermaritzburg | SK               |                     | 3                   |
| 2010    | Houffalize                   | WK               |                     | 2                   |
| 2011    |                              | SK               | Valencia            | 2                   |
| 2012    |                              |                  | Praag               | 1                   |
| 2013    |                              | SK               |                     | 1                   |

### Veldrijden
- Spaans Kampioen: 2007, 2008
- Cross Valenci: 2011